# Будинок на вулиці Саксаганського, 24/25
Будинок на вулиці Саксаганського, 24/25 — житловий будинок, пам'ятка історії та архітектури місцевого значення. Розташований у Голосіївському районі міста Києва на розі вулиць Саксаганського і Антоновича. У «Зводі пам'яток історії та культури України» номер будинку вказаний як № 24/27, проте на сучасних вказівниках, розміщених на самому будинку, вказаний № 24/25.

## Історія
Будинок зведений у 1930-х роках, для працівників київської кіностудії. Є гарним зразком перехідного періоду від конструктивізму до радянського неокласицизму. Протягом Другої світової війни будинок зазнав значних пошкоджень і був відбудований у 1944—1947 роках. Будинок визначний тим, що як у довоєнний період, так і після війни у ньому селилися радянські культурні діячі — письменники, режисери, актори.

## Опис
Будинок цегляний, тинькований, прямокутний у плані, двосекційний, у кожній із секцій первісно були по дві квартири на поверсі, які також мали службові виходи через кухні на чорні сходи. Дах двосхилий, бляшаний, перекриття пласкі, залізобетонні. Композиційно асиметричний, складається з двох частин: семиповерхової наріжної частини, виконаної у вигляді прямокутної вежі у стилі конструктивізму, і шестиповерхового крила, в якому простежуються риси радянського класицизму. У наріжній частині її прямий конструктивістський абрис підкреслюють дві вертикалі лоджій із бетонними фігурними балюстрадами, вікна, навпаки, оформлені рамковими лиштвами у спрощених класицистичних формах. Завершується наріжна частина будинку карнизом зі спрощеними за формою модульйонами. Крило, що виходить на вулицю Саксаганського, має більше ознак неокласицизму: центральна частина фасаду оформлена у вигляді декоративного портика на рівні другого-п'ятого поверхів, утвореного сімома пласкими класичними пілястрами. У портику на третьому, четвертому і п'ятому поверхах розташовано кілька балконів. Два парадних входи розташовані саме в цій частині будинку, причому нумерація під'їздів йде справа наліво, на правому фланзі — проїзд у подвір'я, над яким розташований вертикальний ряд лоджій. Дворовий фасад не тинькований, вирішений у простих формах функціоналізму.

## Видатні мешканці
- квартира № 2: у 1949—1957 роках тут жив Володимир Олександрович Браун (1896—1957), кінорежисер, заслужений діяч мистецтв УРСР[6][8].
- квартира № 5 (трикімнатна, 3-й поверх): у 1947—1957 роках тут займав дві кімнати Данило Порфирович Демуцький, кінооператор, заслужений діяч мистецтв УзбРСР та УРСР[6][9][10][8][11].
- квартира № 10 (за сучасною нумерацією № 11): в одній з кімнат цієї трикімнатної квартири у 1939—1941 році проживав Петро Вершигора, радянський письменник і військовий діяч, Герой Радянського Союзу, лауреат Державної премії СРСР[6][8].
- квартира № 11: у 1950—1957 роках в ній жив Ісаак Петрович Шмарук[8], кінорежисер, а з 1954 по 1957 рік — Суламіф Мойсеївна Цибульник, також кінорежисер і дружина Ісаака Шмарука[6].
- квартира № 13: у 1949—1957 роках тут мешкав Тимофій Васильович Левчук, кінорежисер, теоретик кіно, народний артист УРСР і СРСР, заслужений діяч мистецтв УРСР, один із засновників Спілки кінематографістів України[6].
- квартира № 14: у 1949—1985 роках тут мешкала Євгенія Еммануїлівна Азарх-Опалова, актриса театру і кіно, народна артистка УРСР[6]
- квартира № 19: наприкінці 1941 року тут проживав український письменник, журналіст і публіцист, редактор, член уряду УНР у вигнанні, Улас Самчук, який прибув до окупованого нацистами Києва під виглядом німецького журналіста[11][12].
- квартира № 21: у 1962—1964 роках в ній жив Петро Юхимович Вескляров, актор, заслужений артист УРСР, більш відомий як телеведучий «дід Панас»[6]
- квартира № 22: у 1944—1957 роках тут проживав Олексій Вікторович Бобровников, художник кіно і театру[6].
- квартира № 24: у 1944—1975 роках в ній мешкав Соломон Мойсейович Зарицький, художник театру і кіно[6][9][11].

Також є дані про те, що у цьому будинку мешкали режисери І. П. Савченко, Л. Д. Луков, наприкінці 1930-х років — письменник Ю. Дольд-Михайлик.

## Меморіальні дошки
У 1976 році праворуч від під'їзду № 1 встановили меморіальну бронзову дошку з барельєфним портретом Д. Демуцького (скульптор І. Копайгоренко), у 1992 році ліворуч від того ж під'їзду встановили бронзову дошку на честь В. Брауна (скульптор В. Медведєв, архітектор А. Мілецький).

## Галерея

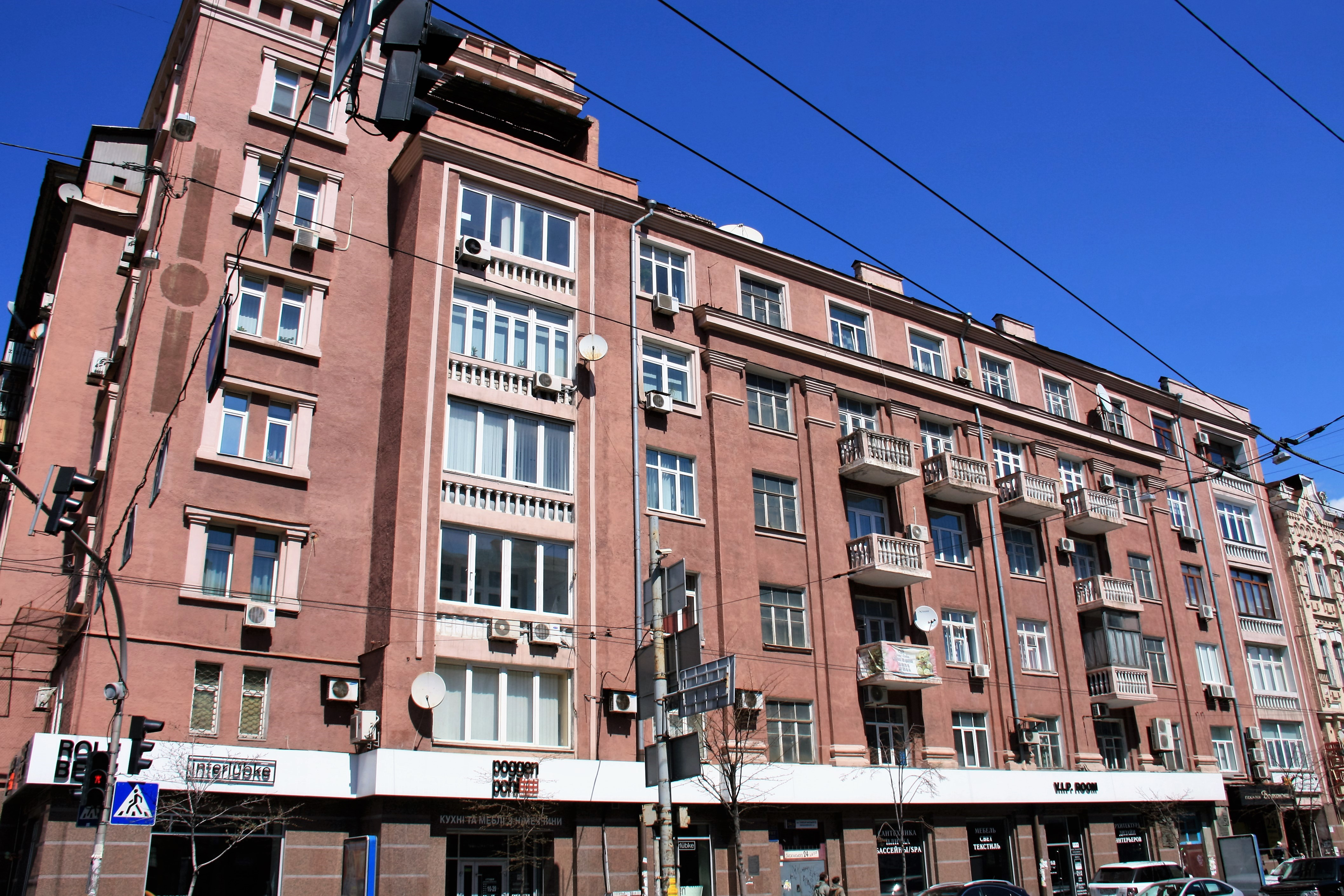
Головний фасад, що виходить на вулиць Саксаганського
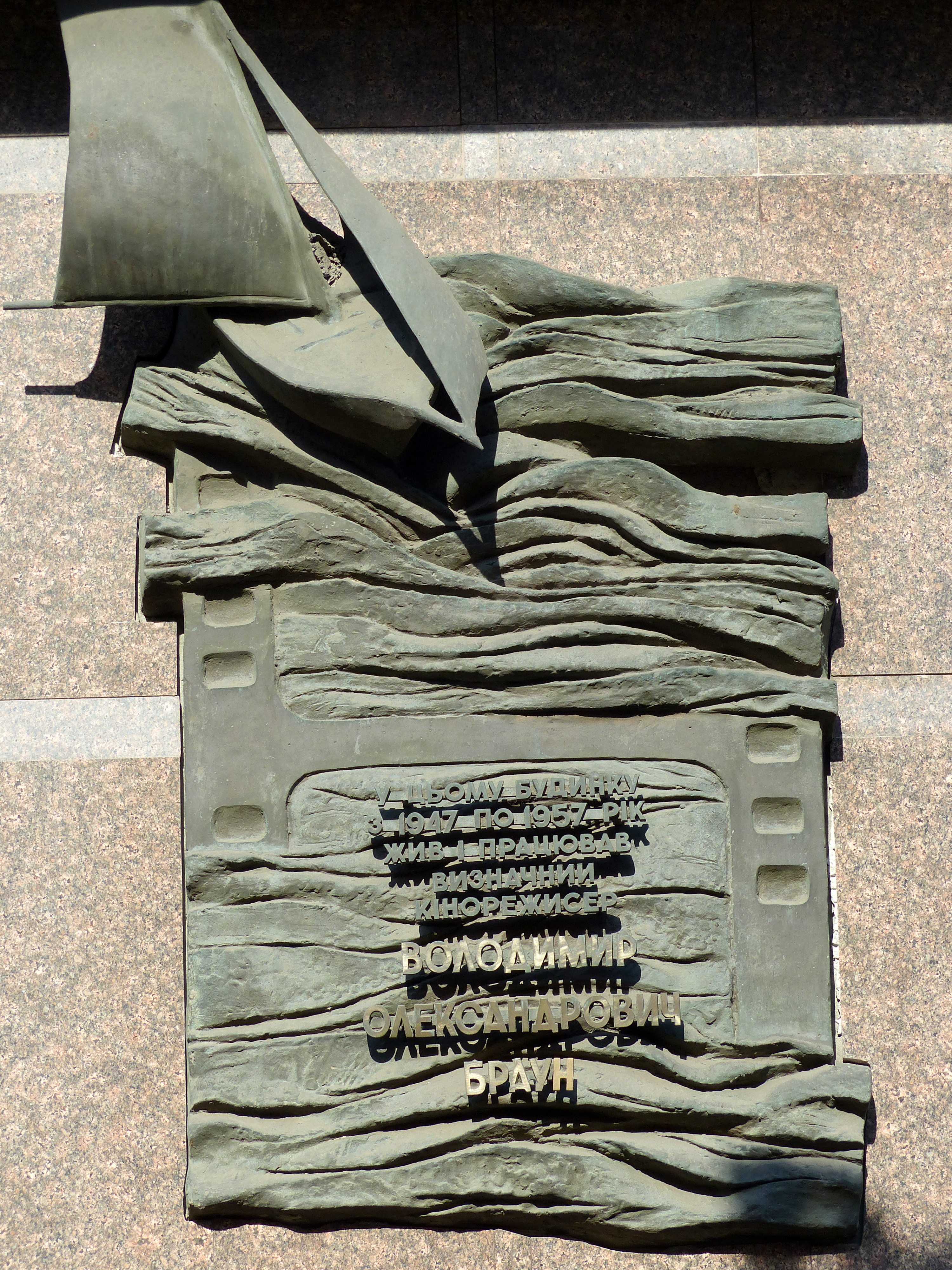
Меморіальна дошка В. Брауну
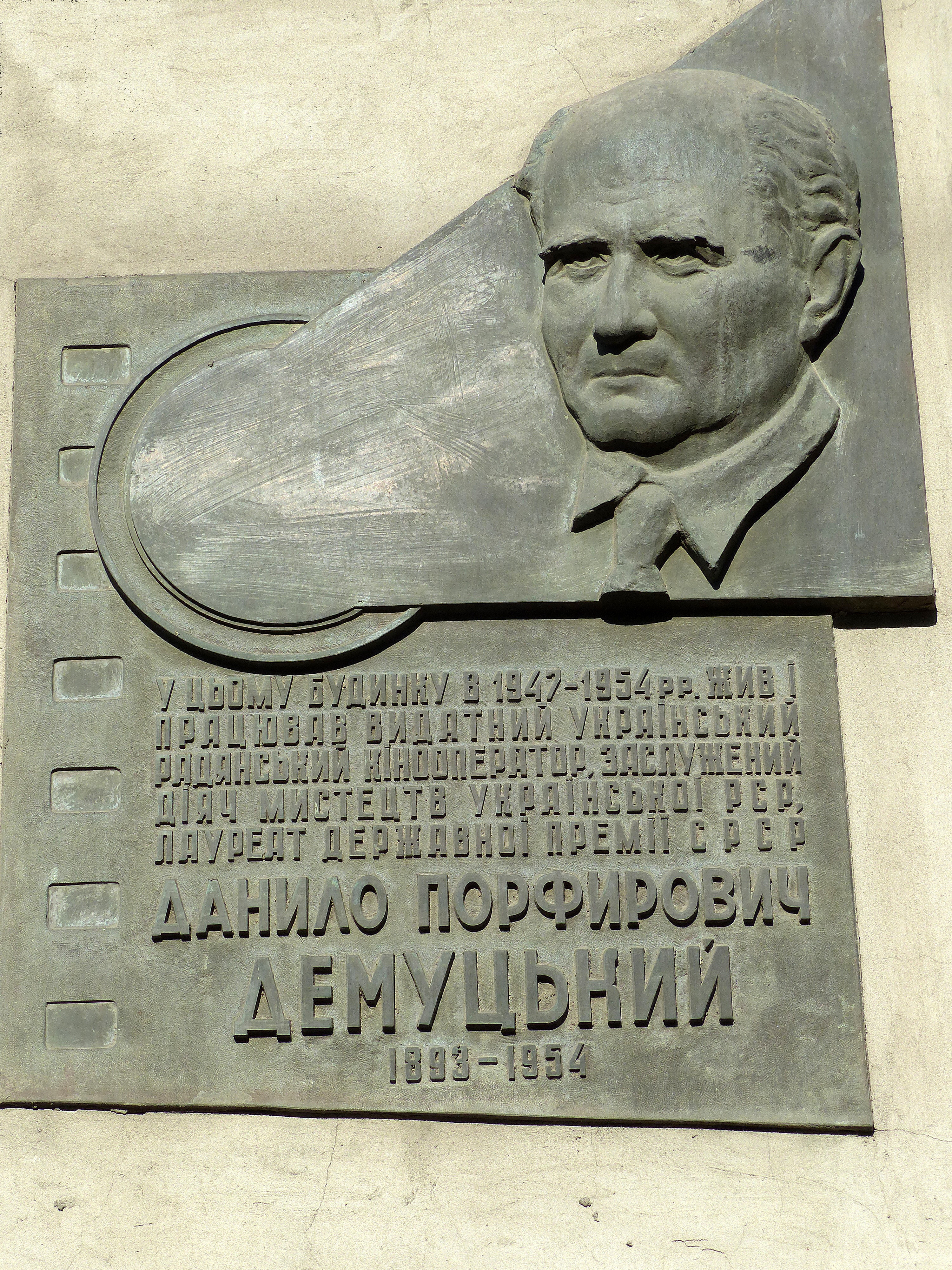
Меморіальна дошка Д. Демуцькому